# نبردهای کوروش بزرگ
نبردهای کوروش بزرگ مجموعه‌ای از لشکرکشی‌ها بود که در طول بیست‌وپنج سال (از ۵۵۸ تا ۵۲۹ پیش از میلاد) توسط نخستین شاهنشاه هخامنشی کوروش بزرگ انجام شد. این جنگ‌ها با نبرد برای استقلال از امپراتوری پیشین ایران، پادشاهی ماد تحت حکومت ایشتوویگو آغاز شد. پس از پیروزی‌های کوروش بزرگ علیه مادها، او شروع کشورگشایی‌های بیشتر کرد که از منطقه پنجاب امروزی در هند تا یونان باستان امتداد داشت. حکومت پارسی‌ها بر مناطقی که کوروش تصرف کرده بود، تا صدها سال پس او پابرجا و محکم بود. پس از کوروش، پسرش کمبوجیه دوم به حکومت رسید و از اقدامات کمبوجیه، ادامه برنامه‌ریزی پدر و فتح مصر بود.

کوروش بزرگ ابتدا علیه ایشتوویگو، شاه ماد، به جنگ برخاست و سپس به پایتخت حکومت ماد در هگمتانه یورش برد و با کمک‌هایی که از درون سپاه ماد به او شد، هگمتانه را فتح کرد. سپس کرزوس، شاه لیدیه را شکست داد و به‌سوی سارد پایتخت لیدیه لشکر کشید و پس از دو هفته، شهر سارد به اشغال نیروهای ایرانی درآمد. کوروش مسئولیت فتح دیگر شهرهای آسیای صغیر از جمله شهرهای یونانی‌نشین ایونی را به فرماندهانش واگذار کرد و خود به اکباتان بازگشت و به‌سوی پارت، زرنگ، هرات، خوارزم، باختر، سغد، گندار، ثه‌تَگوش و اَرَخواتیش لشکر کشید. جزئیات این جنگ‌ها در تاریخ ثبت نشده است و اطلاع کمی دربارهٔ جزئیات این نبردها وجود دارد.

## گاهشمار

گستره فتوحات کوروش بزرگ

| رویدادهای مهم پادشاهی کوروش بزرگ | رویدادهای مهم پادشاهی کوروش بزرگ |
| -------------------------------- | --- |
| ۵۵۸ پیش از میلاد                 | آغاز پادشاهی کوروش در انشان (فارس) و خوزستان. انتقال پایتخت هخامنشیان به شوش. |
| ۵۵۰ پیش از میلاد                 | شکست ایشتوویگو شاه ماد از کوروش و پیرو آن فتح هگمتانه. اتحاد ماد و پارس. |
| ۵۴۹ تا ۵۴۸ پیش از میلاد          | تسخیر سرزمین‌های پارت، جرجان و احتمالاً ارمنستان توسط کوروش. |
| ۵۴۶ پیش از میلاد                 | فتح سارد پایتخت لیدی توسط کوروش و شکست کرزوس پادشاه لیدی. |
| ۵۳۹ پیش از میلاد                 | فتح بابل ثروتمندترین شهر غرب آسیا توسط کوروش. سقوطی که با مقاومت کم سپاه بابل در کرانه ساحلی رود دجله به وقوع پیوست کوروش به یهودیان آواره اجازه داد تا به اورشلیم بازگردند و در آنجا آزادانه برای خود کنیسه بسازند. |
| ۵۲۹ پیش از میلاد                 | کوروش به قبایل سکاها در شمال شرق ایران حمله کرد و در جنگ با ماساگت‌ها کشته شد. (روایت هرودوت) وی را در پاسارگاد دفن کردند. پس از او کمبوجیه دوم فرزند کوروش به تاج و تخت رسید.                                        |

## فتح پادشاهی ماد

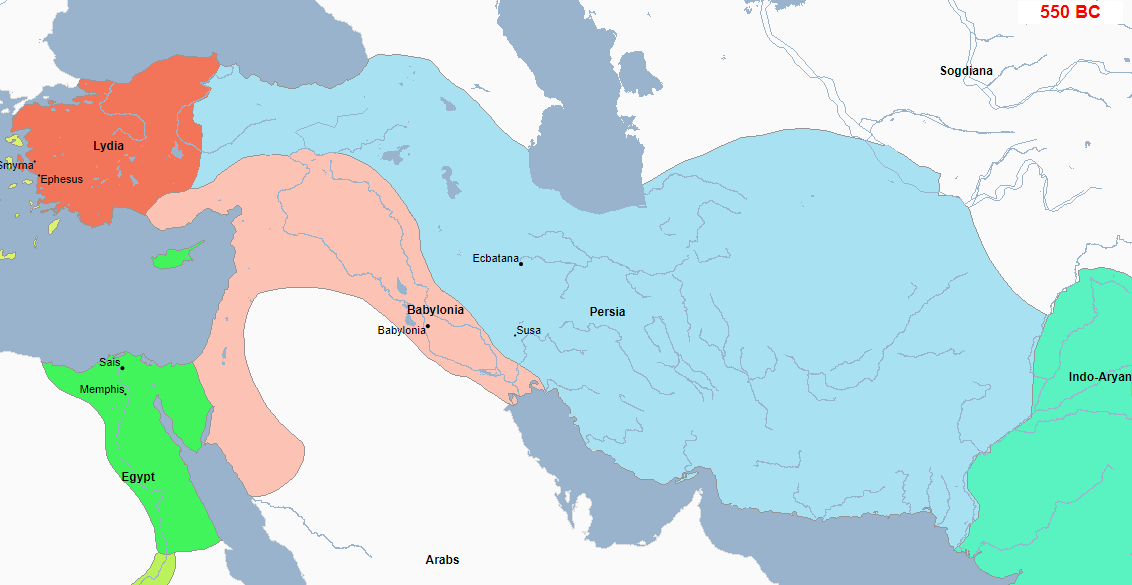
شاهنشاهی هخامنشی پس از فتح شاهنشاهی ماد در زمان فرمانروایی کوروش بزرگ. در همسایگی با قبایل هندی، قبایل سغدی، لیدیه و بابل

اسناد موجود از منابع میخی میان‌رودان نشان می‌دهند که کوروش پس از به تخت‌نشینی در پارس، با بابل روابط سیاسی برقرار کرد تا از جانب غرب خیالش آسوده باشد؛ احتمالاً هم‌زمان توجه خود را به شرق و شمال ایران نیز معطوف کرده‌بود. کوروش برای رهایی از سلطهٔ مادها لشکرکشی خود را با حمله به قلعه مادی پاسارگاد آغاز کرد. به گفتهٔ هرودوت، تنها سه طایفه از شش طایفهٔ ساکن پارس به شورش او پیوستند اما، از قرار معلوم، وی تعدادی از نجبای مادی را به‌طرف خود کشید.

### خیزش پارس‌ها
خیزش پارس‌ها با اعلام استقلال پارس از شاهنشاهی ماد شروع شد. طغیان پارس آغازگر جنگ‌های کوروش بزرگ با ایشتوویگو بود. سبب این انقلاب اعمال ایشتوویگو واپسین شاهنشاه ماد بود که موجب متحد شدن استان‌های دیگر با پارس شد. نبردها از ۵۵۲ پیش از میلاد تا ۵۴۹ پیش از میلاد به رهبری کوروش بزرگ ادامه داشتند.
به تاریخ ۵۵۸ پ. م، کوروش دوم شاه اقوام و طوایف پارسی شد. مرکز فرماندهی او در پاسارگاد به سایر سرزمین‌ها احاطه داشت. کوروش در آغاز مانند پدرش کمبوجیه یکم نسبت به شاهان ماد وفادار بود.
آغاز شورش کوروش را می‌توان ۵۵۳ پ. م دانست و ظاهراً ایشتوویگو مجبور گردید که سپاهیانش را از ناحیه حران عقب بکشد. (حران پس از سقوط آشور به مادها تعلق داشت) بابلی‌ها با مشاهدهٔ گرفتاری ایشتوویگو، در تاریخ ۵۵۲ پ. م، حران را اشغال کردند. باز هم چنین به نظر می‌رسد که در آن زمان نبونعید کوروش را متحد و هم‌دست خود می‌دانست. تعدادی از دانشمندان (برن، کامرون، ولوِی) معتقدند که موافقت‌نامه‌ای بین این دو منعقد شده بود، ولی شواهدی که این موضوع را تأیید کند در دست نیست.
هنگامی که ایشتوویگو شنید که کوروش برای جنگ آماده می‌شود، قاصدی نزد وی فرستاد و او را به دربار احضار نمود. کوروش پاسخ داد خیلی زودتر از آنچه انتظار می‌رود، در آنجا حاضر خواهم شد. این سرپیچی نشان از طغیان بود. نتیجهٔ این طغیان در دو جنگ به ثمر رسید. در نخستین برخورد، ایشتوویگو خود در نبرد شرکت نکرد. سردارش هارپاگ با قسمت عمده‌ای از سپاه به کوروش پیوست. پس از آن ایشتوویگو فرمان داد تا جادوگران و کاهنان (که خواب وی را تعبیر نادرست کرده بودند) را به چهارمیخ بکشند و تمام مادها (چه پیر و چه جوان) باید در مقابل کوروش مسلح می‌شدند. شاه ماد شخصاً در جنگ دوم فرماندهی را به عهده گرفت ولی مادها شکست خوردند و شاه اسیر شد. کوروش به آزار و اذیت ایشتوویگو نپرداخت و با وی به مهربانی رفتار نمود. بدین ترتیب بنا به آنچه هرودوت گفته، سلطنت ۳۵ ساله ایشتوویگو و فرمانروای ۱۲۸ ساله مادها در آسیا به پایان رسید.

### نبرد هیربا
نبرد هیربا نخستین جنگ میان پارس‌ها و ماد‌ها پس‌از خیزش پارس‌ها بود. این نبرد به‌طور کامل به‌دست کوروش بزرگ رهبری شد. پیروزی در این جنگ سبب پای گرفتن اولین شاهنشاهی ایرانیان شد، که آغازی بود بر موفقیت‌های کوروش بزرگ در فتوحات دیگرش. هنگام شورش پارس‌ها، ایشتوویگو تصمیم گرفت به پارس حمله کند و این حمله شتابزده در نهایت منجر به از بین رفتن پادشاهی ماد شد.
در حالی که تنها منبعی که ماجرای نبرد را به‌طور کامل توضیح داده نیکولاس دمشقی است، بقیه تاریخ نویسان مشهور آن زمان از جمله هرودوت، کتسیاس و استرابو وقوع این نبرد را در نوشته‌های خود قید کرده‌اند.

### نبرد مرز پارس

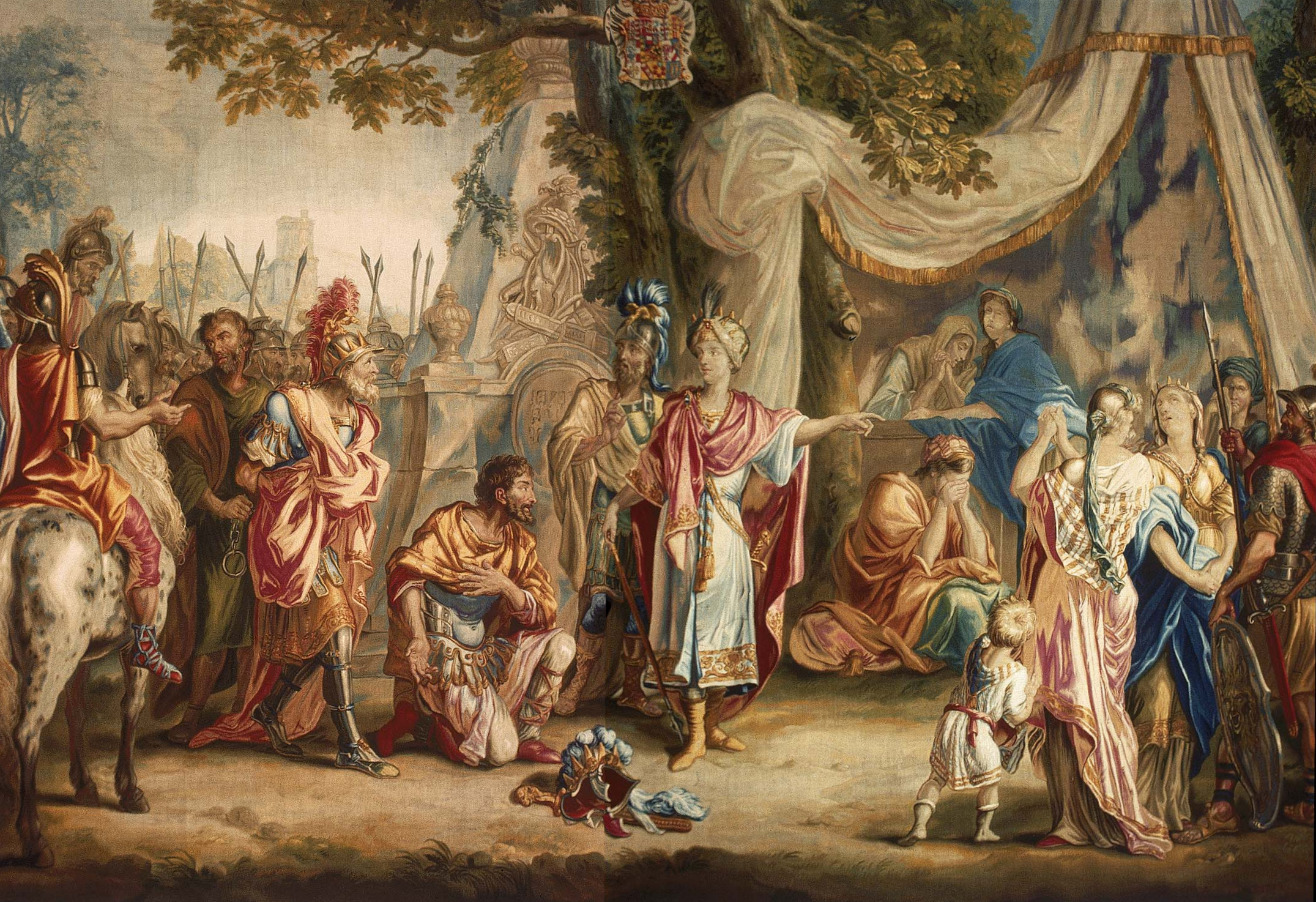
شکست آستیاگ از کوروش (کوروش و هارپاگ در مرکز و آستیاگ در سمت چپ نگاره به‌تصویر کشیده شده‌اند)، نقاشی از قرن ۱۸ میلادی، موزه هنرهای زیبای بوستون.

نبرد مرز پارس دومین برخورد میان نیروهای ماد و پارس در جریان جنگ‌های آنها بود. با اینکه گمان می‌شود که این جنگ یک پیروزی قاطع برای هیچ‌یک از طرفین نبوده ولی شواهد افول قدرت مادها به‌خصوص در جنوب غربی ایران را به‌وضوح نشان می‌دهد.

## فتح پادشاهی لیدیه و آناتولی
پس از فتح همدان توسط کوروش و اسیر شدن آستیاگ، شوهرخواهر کرزوس شاه لیدیه، وی بسیار نگران بود که رقیب تازه‌ای پیدا کند و کوروش به سرزمین‌های به ارث رسیده از ماد قناعت نکند و آهنگ گرفتن سراسر آسیای صغیر را داشته باشد. از این‌روی تصمیم گرفت که نگذارد رقیب تازه‌نفس قوی گردد و برای اطمینان خاطر، از چند پیشگوی مشهور یک سؤال آزمایشی را پرسید که پاسخش را تنها خود می‌دانست و درصورتی که غیبگوها پاسخ صحیحی دادند، نتیجهٔ جنگ را از آن‌ها بپرسد. از میان پیشگوها، فقط پیشگوی معبد دلفی به نخستین پرسش وی پاسخ صحیحی داد و کرزوس معبد مذکور را غرق در گنجینه‌ای از زر کرد و با اطمینان کامل از درستی بی چون و چرای پیشگویی معبد دلفی، پرسید که آیا می‌تواند وارد جنگ با کوروش شود؟ پاسخ مشهود پیشگو این بود: «در جنگ بین کرزوس و کوروش، فرمانروایی بزرگی فرو خواهد پاشید». اینکه منظور از «فرمانروایی بزرگ» خود لیدیه بود، از ذهن وی نگذشت و از این پاسخ خشنود شد و سرگرم تجهیز خود برای لشکرکشی علیهٔ کوروش شد. وی فرستادگانی به مصر و بابل فرستاد و از آن‌ها خواست علیهٔ کوروش با وی متحد شوند و هردوی آن‌ها که از بزرگ شدن دولت هخامنشی نگران بودند، این اتحاد را پذیرفتند و وعده کردند که در سال آینده به او کمک کنند. در این هنگام، یکی از فرستادگان کرزوس به وی خیانت کرده و نزد کوروش آمد و بدو اطلاع داد که کرزوس در حال تدارک نیرو برای جنگ با توست. کوروش فوراً مقدمات جنگ را آماده کرد و تشخیص داد که نباید به دشمن فرصت دهد و او باید حمله را آغاز کند.
عموماً، آغاز جنگ ایران و لیدیه را در سال ۵۴۷ پیش از میلاد دانسته‌اند. در جنگی که بین کورش بزرگ و کرزوس پادشاه لیدیه درگرفت، کوروش در «کاپادوکیه» به کرزوس پیشنهاد کرد که پیرو ایرانیان شود. کرزوس این پیشنهاد را نپذیرفت و جنگ بین‌شان آغاز گردید. سرانجام جنگ سختی در «پتریوم» پایتخت هیتی‌ها روی داد، در این نبرد نظم اسبان لیدیایی بر اثر ترس از شترهای ایرانیان از هم گسیخت. کرزوس به سمت سارد فرار کرد و در آنجا بست نشست. کورش شهر را دوره کرد و کرزوس را دستگیر نمود. لیدیه گرفته شد و به عنوان یکی از استان‌های ایران به‌شمار آمد. هر چند باستانشناسان پس از هجده حفاری نتوانستند به ارگ کرزوس دست پیدا کنند، اما لایه‌های سوخته و پیکان‌های مانده از حملهٔ ایرانیان را یافتند. کرزوس از این پس مشاور بزرگ هخامنشیان شد. پس از گرفتن لیدی، کوروش متوجه شهرهای یونانی شد و از آن‌ها نیز، تسلیم بی‌اما و اگر را خواست که یونانیان نپذیرفتند. در نتیجه شهرهای یونانی یکی پس از دیگری گرفته شدند. رفتار کوروش با شکست‌خوردگان باعث خوشبینی مردم آسیای صغیر نسبت به او شد.

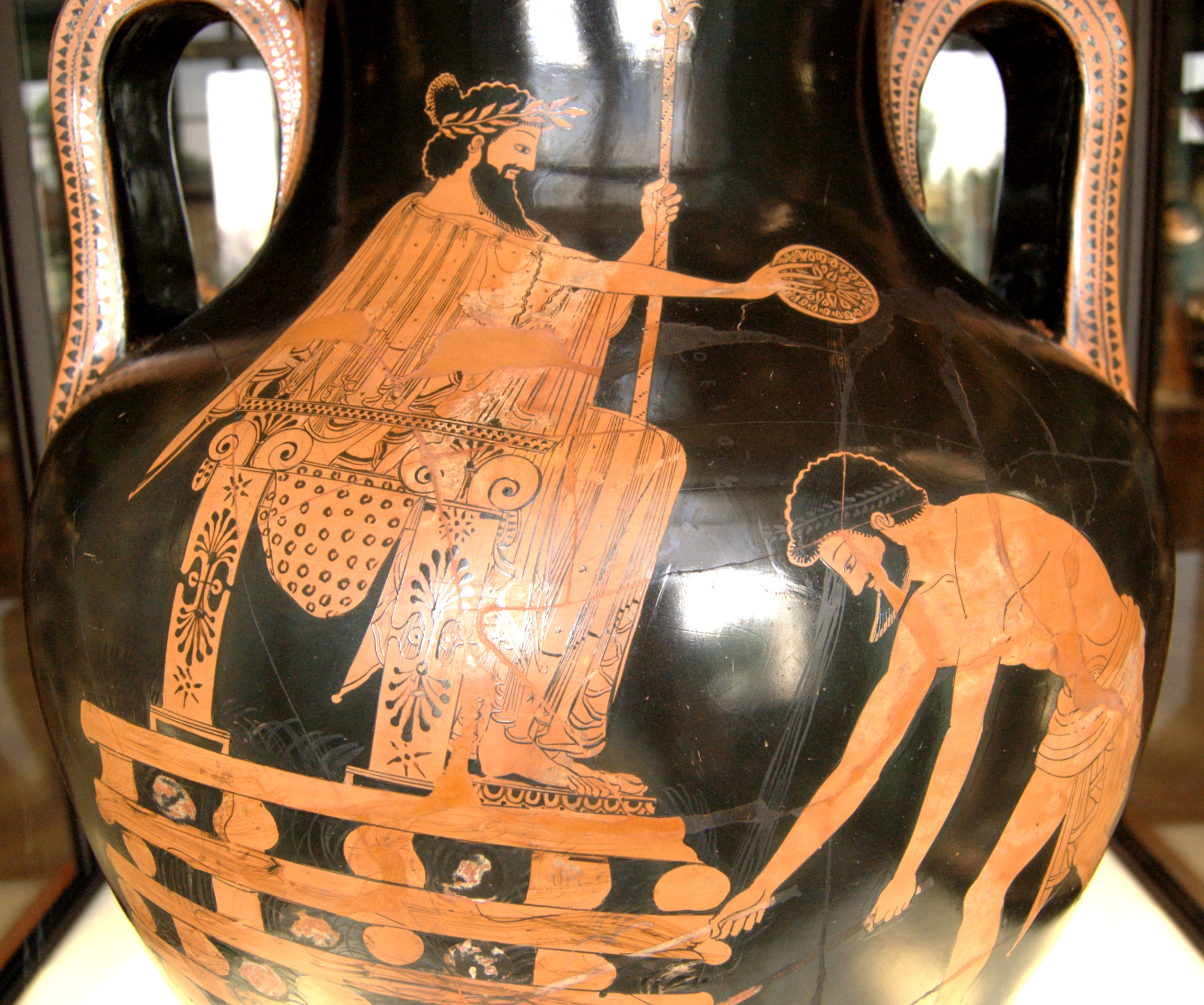
«کرزوس بر خرمن آتش»، نگاره‌ای بر گلدان در حدود سال ۵۰۰ پیش از میلاد، کشف در ایتالیا، نگهداری در موزهٔ لوور

## کشورگشایی‌های دیگر
توالی تاریخی جنگ‌های کوروش، پس از فتح آسیای صغیر مبهم باقی مانده است. کوروش مسئولیت فتح شهرهای آئونیان را در ساحل دریای اژه و بقیهٔ آسیای صغیر را به فرماندهانش واگذار کرد و به اکباتان برگشت تا مقدمات تسخیر بابل، باختر، سرزمین سکاها و بالأخره مصر را فراهم نماید. اینکه چرا کوروش منتظر پایان کارها در آسیای کوچک نشده و با شتاب به درون ایران بازگشته، می‌تواند ناشی از این باشد که نبرد کوروش با کرزوس بی‌موقع بود و حمله از طرف پادشاه لیدیه صورت گرفت زیرا پس از انقراض دولت ماد، اوضاع ثابتی بر ایران حاکم نبوده و او می‌بایست به امور شرقی رسیدگی می‌کرد. مورخان یونانی دربارهٔ جنگ‌های کوروش در قسمت‌های شرقی ایران سکوت کرده‌اند و به جز هرودوت که آن هم به‌طور مختصر به این جنگ‌ها اشاره می‌کند، دیگران مطلبی ننوشته‌اند. داریوش نام ساتراپ‌های تحت فرمان امپراتوری هخامنشی را در سنگ‌نبشته‌های بیستون، تخت جمشید و نقش رستم ذکر می‌کند که نام سرزمین‌های شرقی ایران نیز در میان آنان است. در بند ششم سنگ‌نبشتهٔ داریوش در بیستون، وی به نام بیست و دو سرزمین اشاره می‌کند که امپراتوری او را تشکیل می‌دهند و چون در زمان نوشتن این سنگ‌نبشته، فقط سه سال از فرمانروایی داریوش می‌گذشت و این مدت هم صرف فرونشاندن شورش‌ها شده بود، می‌بایست این سرزمین‌ها در دوره‌های قبل به امپراتوری هخامنشی افزوده شده باشند؛ دوران پادشاهی کمبوجیه کوتاه بود و او تنها توانسته بود مصر را فتح کند. پس بی‌گمان این سرزمین‌ها را که در سنگ‌نبشتهٔ بیستون از آن‌ها به‌عنوان بخشی از پادشاهی هخامنشی نام برده شده، باید کمابیش همان سرزمین‌هایی بدانیم که به‌دست کوروش به امپراتوری هخامنشی افزوده شده بودند. این ایالات شامل «پارت»، «زرنگ»، «هرات»، «خوارزم»، «باختر»، «سغد»، «گندار»، «ثه‌تَگوش» و «اَرَخواتیش» است.

وقایع مهم امپراتوری ایلام و پادشاهی ماد و تأسیس شاهنشاهی هخامنشی

پارس‌ها پارت، هیرکانی و احتمالاً ارمنستان که همگی جزئی از قلمرو سابق پادشاهی ماد در ۵۴۹–۵۴۸ پیش از میلاد بودند را تصرف کردند. به گفتهٔ کسنوفون، هیرکانی داوطلبانه حاکمیت کوروش بر خود را پذیرفت. همان‌طور که در مورد عیلام والتر هینتس و ران زادوک با هم اختلاف نظر دارند که عیلام توسط پارس‌ها بعد از سقوط بابل در ۵۳۹ پیش از میلاد گرفته شد. با این وجود براساس یکی از متون پیشگویی بابلی، «شاه عیلام حمله خواهد کرد و از تخت پادشاهی بیرون خواهد کرد»، پادشاه بابل کسی که «خاندان هارران را تأسیس کرد». این شاه عیلام به عنوان کوروش دوم و شاه بابل به عنوان نبونعید شناخته شده است. عیلام باید قبل از حمله کوروش به بابل فتح شده باشد.
شهر مهاجرنشین مستحکم شدهٔ «سایرس‌چتا» (یعنی شهر کوروش) یا همان سایروپولیس در سغد، گواهی فعالیت کوروش در آن ناحیه است. پلینیوس گزارش می‌دهد که کوروش، شهر کپیسا در شمال افغانستان را ویران کرد و آریان حملهٔ او به سرزمین‌های هند (ظاهراً گندهارا) و فرمانبرداری مردم آریاسپائی در امتداد مرز جنوبی درانگیانا را گزارش داد. به استناد گزارش هرودوت و بروسوس حملهٔ او به سرزمین‌های آسیای میانه بعد از شکست دادن لیدیه در ۵۴۷ پیش از میلاد و پس از فتح بابل در ۵۳۹ پیش از میلاد رخ داده است.

## فتح فرارود
فرارود از دیر باز جزو شرقی‌ترین ایالت ایران باستان و از دورهٔ هخامنشی زیر تابعیت شاهنشاهی ایران بود و سکنهٔ آن عمدتاً سغدی و خوارزمی بودند. این سرزمین در دوران هخامنشیان جزو ساتراپی سغد محسوب می‌شد.
هنگامی که کوروش گرفتن آسیای صغیر را به پایان رساند متوجه مرزهای خاوری شد. زرنگ، رخج، مرو و بلخ، یکی پس از دیگری در زمره استان‌های تازه درآمدند. کوروش از جیحون گذر کرد و به سیحون که مرز شمال خاوری کشور بود، رسید و در آنجا شهرهایی سخت‌بنیاد، برای جلوگیری از یورش‌های مردم آسیای مرکزی ساخت.

## فتح بابل

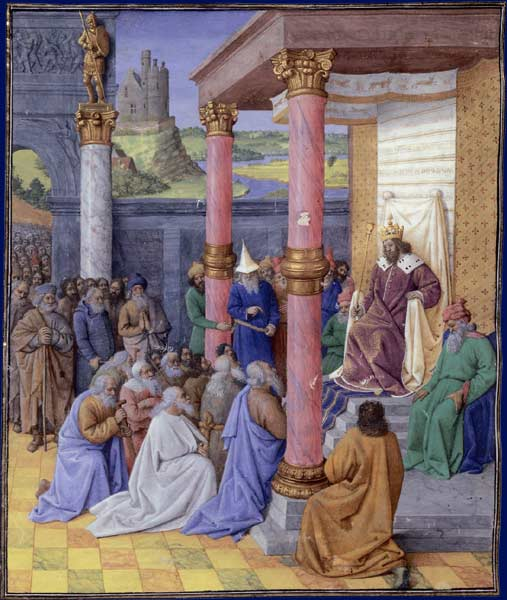
نقاشی یهودیان در نزد کوروش بزرگ، اثر ژان فوکه در سال ۱۴۷۰ میلادی. کوروش پس از فتح بابل در سنگ‌نبشته خود نوشت که من یهودیان را از بردگی در بابل آزاد کردم و اجازه ساخت معبد را در اورشلیم به ایشان دادم. این اقدام باعث شد تا کوروش نزد یهودیان جایگاه قهرمانانه و ویژه‌ای پیدا کند.

در بابل ده‌ها هزار نفر از جوامع خارجی وجود داشتند و در میان آن‌ها تعداد زیادی یهودی نیز وجود داشت که به اجبار و فشار شاه کلدانی از کشورهای خودشان رانده شده بودند. این مردمان هرگز امید به بازگشت به میهن خود را از دست نداده بودند. اینها همگی آماده بودند تا به دشمن نبونعید کمک کنند و بدین ترتیب پارسیان را ناجی خود تلقی می‌کردند. کشمکش‌های اجتماعی از یک سو، نارضایتی کشاورزان، صنعتگران، اشراف و نجبا (کارمندان، کاهنان، بازرگانان و غیره) از سوی دیگر باعث شده بود که زیربنای اجتماع ویران شود. شاه بابل که ده سال از پایتخت دور بود و در تیما سکونت داشت، تجارت پُرسود کندر را به انحصار خویش درآورده بود و خدای سین را به مردوک ترجیح می‌داد که این امر موجب خشم و نارضایتی کاهنان را فراهم آورده بود. کشاورزان و صنعتگران که قسمت عمدهٔ جمعیت کشور را تشکیل می‌دادند، نسبت به فعالیت‌های نبونعید در زمینهٔ آماده شدن برای جنگ، بی‌تفاوت بودند و میل داشتند فرمانروایان قدیمی را، بی‌دردسر و زحمت با فرمانروایان جدید تعویض نمایند، ارتش بابل بر اثر جنگ‌های متعدد در عربستان خسته و فرسوده شده بود و مشکل می‌توان انتظار داشت که چنین ارتشی توانایی آن را داشته باشد تا با سپاهیان دشمن که هم از نظر تعداد و هم از نظر تجهیزات برتر بودند، بجنگد و در برابر آن‌ها بایستد. بدین ترتیب بابل فاقد توانایی و قدرت لازم برای مقابلهٔ مؤثر در برابر سپاهیان کوروش بود. هنگامی که کوروش به بین‌النهرین حمله‌ور شد، کاهنان او را نمایندهٔ خدای مردوک دانسته، به وی خوش‌آمد گفتند و پیامبران یهودی اعلام داشتند که وی نجات‌دهندهٔ قوم آنان است و سایر طبقات خارجی نیز وی را به عنوان آزادکنندهٔ خود دانستند.
بابل از استحکامات طبیعی برخوردار بود؛ چنان‌که در غرب رود فرات، در شرق رود دجله و در جنوب خلیج فارس آن را احاطه می‌کردند و برای محصور بودن بابل در شمال، نبوکدنصر دوم، فاتح اورشلیم، از سر احتیاط یک دیوار مادی ساخته بود که می‌توان آن را نمونهٔ بابلی دیوار چین دانست. این دیوار در نقطه‌ای که فاصلهٔ بین دجله و فرات به حداقل می‌رسد، بنا شد. سازندهٔ دیوار، نبوکدنصر، می‌نویسد: «برای اینکه فشار آب آسیبی به دیوار نزند، رویهٔ بیرونی آن را با آجر و ملات قیر استحکام بخشیده‌ام». کسنوفون که در سال ۴۰۱ پیش از میلاد این بنا را دیده‌بود، ضخامت آن را ۲۰ پا و بلندی‌اش را ۱۰۰ پا تخمین می‌زند.
کوروش با سپاه خود از میان گوتیوم به‌طرف جنوب حرکت کرد و از رود سیروان گذشت و در آغاز سال ۵۳۹ پیش از میلاد به شهر اُوپیس، دژ شرقی دیوار مادی رسید و اُوپیس محاصره و به آتش کشیده شد. ایرانیان از سر دوراندیشی، از کرکوک، قیر و قطران همراه خود آورده بودند. در نبردهایی خونین، اُپیس به تصرف درآمد و سپاه نبونعید شکست خورد. در روز دهم اکتبر شهر سیپار نیز سقوط کرد و دژ غربی دیوار مادی نیز بدون درگیری تسلیم سپاه کوروش شد. بدین ترتیب کوروش در جنوب دیوار مادی با گذشتن از دجله، همهٔ استحکامات دفاعی نبوکدنصر را دُور زد و دو روز بعد، دوازدهم اکتبر، هم‌زمان با جشن سال نوی تقویم بابلی، گئوبروه با سپاه خود وارد بابل شد و بدون جنگ و تلفات، شهر را تصرف کرد و مطابق با دستور کوروش، بلافاصله نظم سختگیرانه‌ای در بابل وضع شد. «سپرهای نیروهای گوتیوم، دروازه‌های اسانگیلا را احاطه کردند. هیچ عبادتی دچار وقفه نشد. نه در اسانگیلا و نه در دیگر معابد هیچ مراسمی از قلم نیفتاد.»
از خلال گزارش‌ها چنین استنباط می‌شود که کوروش می‌خواسته به هر نحوی که شده دل کاهنان را به‌دست‌آورد، تا به کمک آن‌ها مردم را به‌سوی خود جلب کند. از الواح برجای‌مانده به خط میخی که بی‌درنگ، از صبح روز بعد به‌نام کوروش تاریخ خورده‌اند، چنین برمی‌آید که تغییر حکومت بدون دردسر انجام پذیرفته است. این اسناد بابلی گواه ادامهٔ بی‌دردسر زندگی روزمره در پایتخت تسخیر شده هستند.

## نبرد با ماساگت‌ها
احتمالاً کوروش مقدمات امر را برای تسخیر مصر فراهم کرده بود و اقدامات وی بود که باعث شد در سال‌های بعد، ایرانیان مصر را تسخیر کنند ولی ابتدا تصمیم گرفت مرزهای شمال شرقی امپراتوری‌اش را از تاخت و تاز اقوام چادرنشین ماساگت‌ها در امان بدارد. این تاخت و تازها زیان‌ها و صدمات چشمگیری بر ایرانیان شهرنشینی که آمیخته امپراتوری هخامنشی شده بودند وارد کرده بود.
هرودوت می‌گوید که کوروش با حیله به یکی از اردوگاه‌های ماساگت حمله‌ور شد و بسیاری ساکنان آنجا را کشت؛ ولی پس از این جریان، قسمت اعظم نیروهای ماساگت تحت فرماندهی ملکه تهم‌رییش، شکست سنگینی بر ایرانیان وارد آوردند و کوروش کشته شد. ماساگت‌ها سر بریده کوروش را در کیسه‌ای انداختند و آن کیسه پر از خون شده بود. هرودوت می‌نویسد این نبرد شدیدترین نبردهایی است که «بربر» ها در آن شرکت جسته‌اند. البته هردوت می‌گوید که دربارهٔ مرگ کوروش حکایات زیادی وجود دارد و روایتی که من ذکر کردم به حقیقت نزدیک‌تر است. در نتیجه معلوم می‌شود که خود هرودوت هم از صحت این روایت مطمئن نبوده است. بنابر گزارش مورخان یونانی، کوروش در جنگ با ماساگتها ۲۰۰ هزار مرد جنگی را از دست داد که اغراق آشکاری است.
از نگاه داندامایف داستان‌های روایت شده توسط مورخان یونانی بیشتر از آنکه شرح یک رویداد واقعی باشند، رنگ و بوی یک رمان را دارند. اگرچه حقیقت دقیق مرگ کوروش را نمی‌دانیم، اما مشخص است که او در پاسارگاد دفن شده است. این حقیقت ممکن است گفته‌های هرودوت را دروغ جلوه دهد اما ممکن است جنازهٔ کوروش از دشمن پس گرفته شده و به پایتخت آورده شده باشد. ریچارد فرای می‌گوید احتمالاً داستان هرودوت ساختگی است، اما گرفتن آسیای میانه توسط کوروش صحیح است زیرا دورترین شهری که در سغد وجود دارد، سایرس‌چَتا (سایروپولیس) نام دارد که گستردگی فتوحات شرقی او را ثابت می‌کند. کتسیاس می‌گوید که کمبوجیه باگاپاتس – یکی از درباریان – را همراه جسد کوروش به مراسم دفن فرستاده است.
انتقال جسد کوروش، یکی دیگر از نشانه‌های نادرست بودن جنگ کوروش با ماساگت‌هاست؛ زیرا اگر ملکه تهم‌رییش، کوروش را کشته و سر او را برده باشد، چگونه هخامنشیان توانسته‌اند با سپاهی شکست‌خورده جسد را از آنان پس بگیرند و آن را به درون قسمت‌های داخلی ایران وارد کنند؟

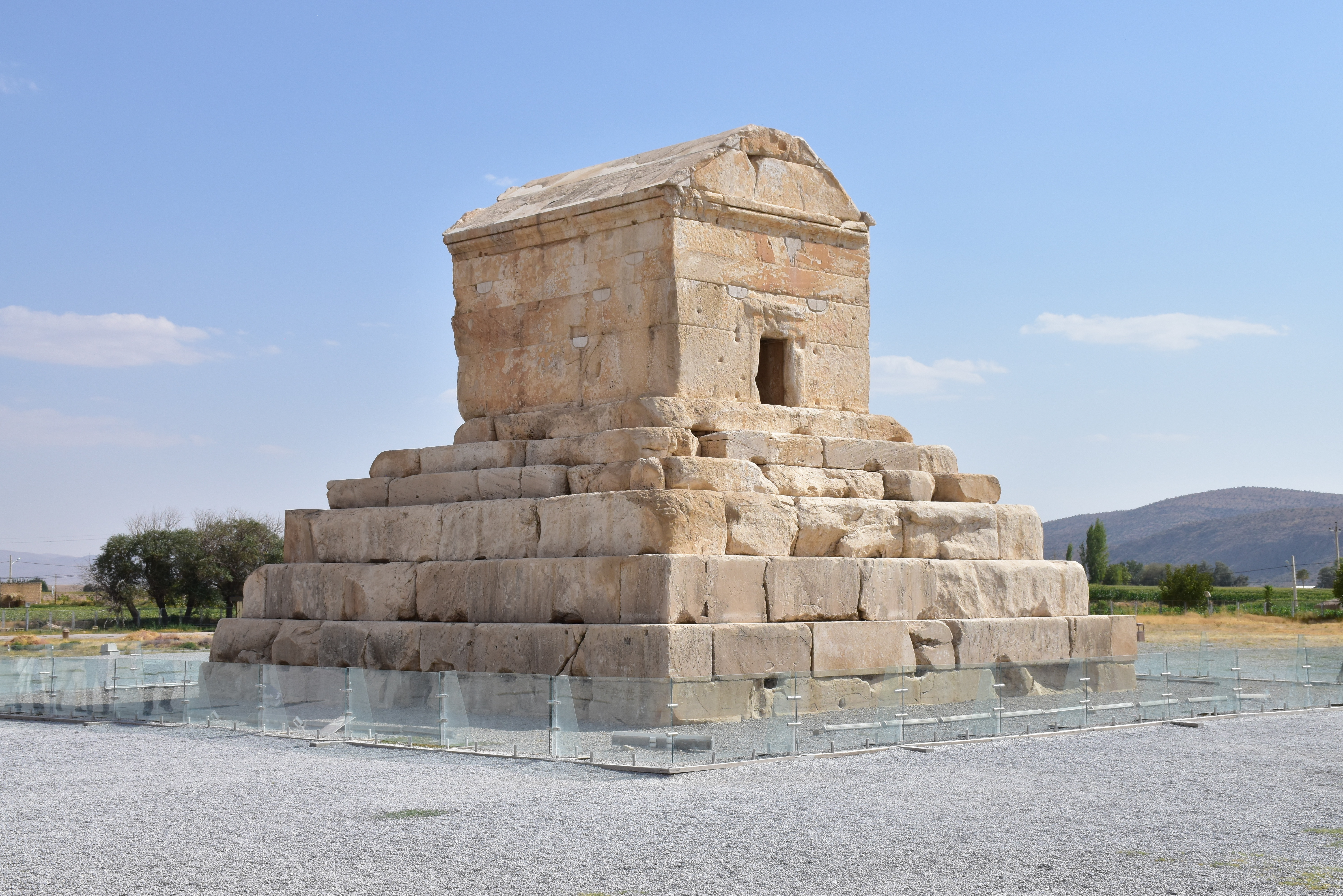
آرامگاه کوروش بزرگ

## نگارخانه

وقایع مهم تمدن ایلام و مادها و تأسیس شاهنشاهی هخامنشی
جدول زمانی شاهنشاهی هخامنشی شامل رویدادهای مهم و تکامل سرزمینی
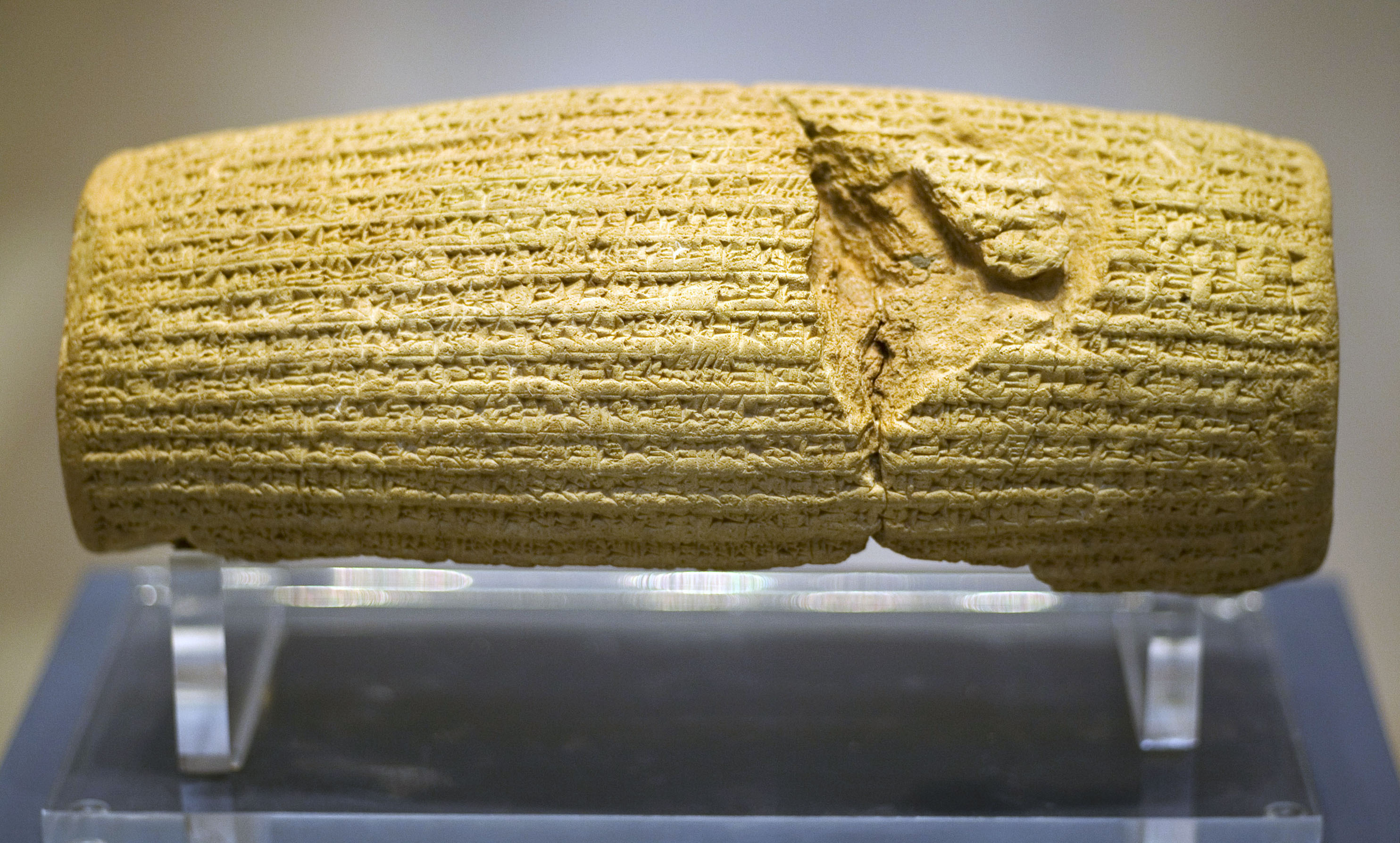
منشور حقوق بشر کوروش، موزه بریتانیا، این سند به عنوان نخستین منشور حقوق بشر شناخته می‌شود.[۳۱][۳۲][۳۳][۳۴][۳۵] این استوانه پس‌از فتح بابل نوشته شد.